# Registre d'Entitats Locals del País Valencià
El Registre d'Entitats Locals del País Valencià (oficialment, Registre d'Entitats Locals de la Comunitat Valenciana) és un registre de caràcter públic en el qual s'hi han d'inscriure totes les entitats locals del País Valencià, així com els ens que en depenen. S'hi adscriu a la conselleria competent en matèria d'administració local.
D'acord amb el que estableix l'article 3 de la Llei de Règim Local de la Comunitat Valenciana, es va crear el Registre d'Entitats Locals del País Valencià mitjançant el Decret pel qual es regula el Registre d'Entitats Locals de la Comunitat Valenciana, el qual entrà en vigor el 22 d'agost de 2011.